# 오스틴 7

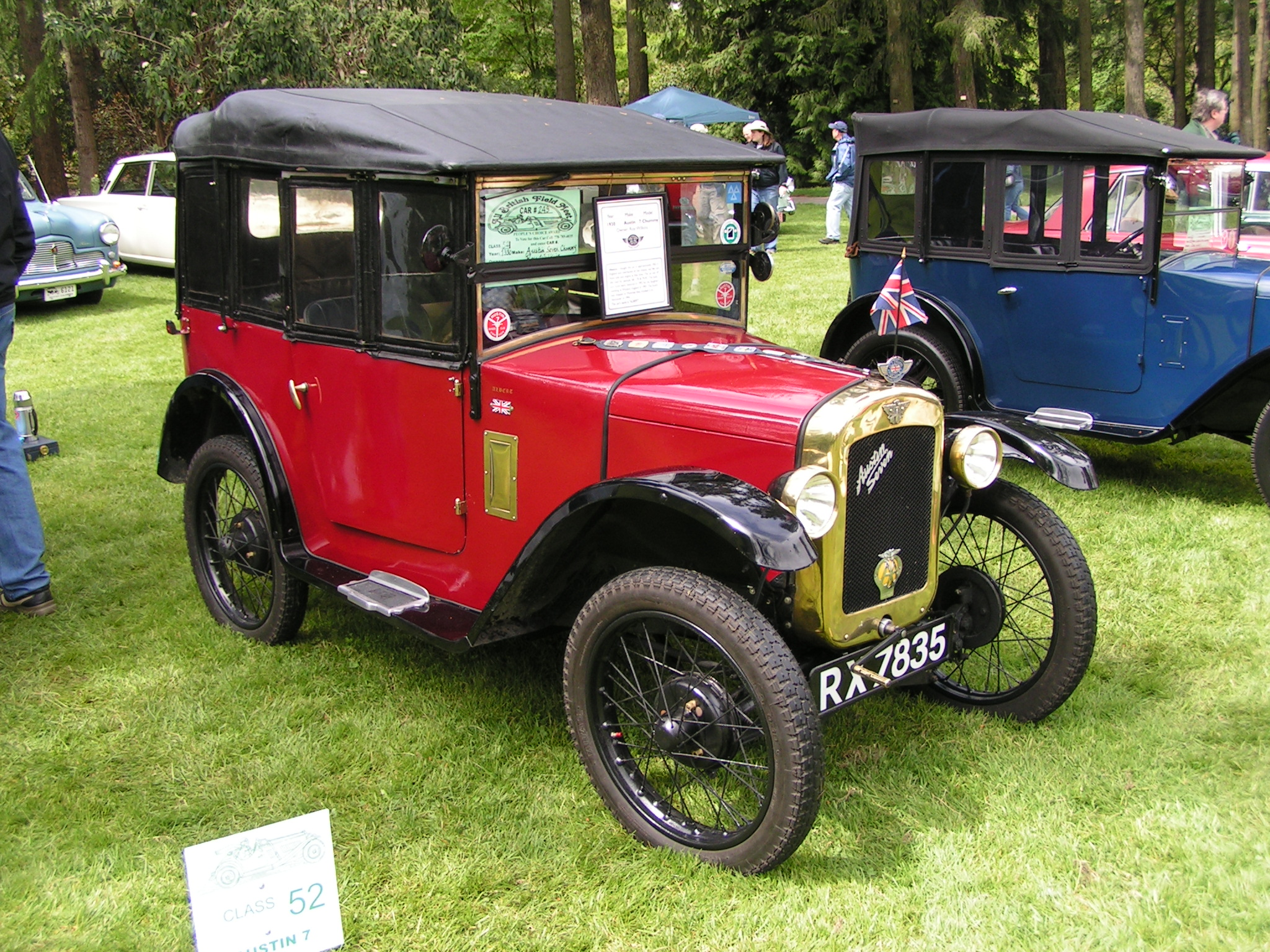
오스틴 7

오스틴 7(Austin 7)은 1922년에서 1939년까지 영국 오스틴 자동차 회사에서 생산했던 고전 자동차이다. 베이비 오스틴이라는 별명을 가지고 있고, 1920년대 초반 영국 소형차 시장에서 가장 인기있는 자동차 중에 하나로, 영국의 포드 모델 T로 유명하다. 전 세계의 많은 자동차 회사들이 오스틴 7 모델을 라이센스하여 복제 모델을 생산하기도 하였는데, BMW의 경우 첫 번째 모델인 BMW 딕시를 오스틴 7을 라이센스하여 제작했고, 프랑스에서는 루시앙 로젱가르트(Rucien Rosengart)가 초기에 7을 라이센스해 자동차를 제작했다. 심지어 일본에서는 닛산 자동차가 라이센스를 받지 않고 오스틴 7 디자인을 사용하기도 했다.

## 참고 문헌
1. ↑  N. Baldwin, 《A-Z of Cars of the 1920s》, 1994년
2. 1 2  Rinsey Mills, 《Original Austin Seven》, 1996년